# المتحف الأسود (المرآة السوداء)
متحف الأسود Black Museum هو الحلقة السادسة والأخيرة من الموسم الرابع من سلسلة الخيال العلمي المرآة السوداء". أخرجها كولم مكارثي وكتبها مبتكر السلسلة تشارلي بروكر،. عُرضت الحلقة لأول مرة على نتفليكس، مع بقية حلقات الموسم الرابع، في 29 ديسمبر 2017. تنقسم الحلقة إلى ثلاث قصص يرويها رولو هاينز (دوجلاس هودج)، مالك المتحف الأسود النائي. يحكي للزائرة نيش (ليتيتيا رايت) عن خلفيات المعروضات المختلفة، التي تتعلق بعمله السابق في التقنيات التجريبية.
تم تصوير "متحف بلاك" على مدى شهر في إسبانيا ونيفادا،. الحلقة تندرج ضمن فئة الرعب، وتتناول موضوعات مثل العرق والتكنولوجيا. تلقت حلقة "المتحف الأسود" آراء نقدية متباينة: وجد معظم النقاد أن القصة والتوصيف الشخصي ضعيفان، وكان التحول النهائي في الحبكة مثيرًا للجدل. بشكل عام، حصلت الحلقة على تصنيفات ضعيفة من النقاد مقارنة بحلقات أخرى من "بلاك ميرور". ومع ذلك، رُشحت ليتيتيا رايت لجائزة الإيمي برايم تايم وجائزة بلاك ريل عن أدائها التمثيلي.

## القصة
تزور نيش (ليتيتيا رايت) متحف الأسود النائي الموجود  في محطة وقود علي طريق سريع. يشرح لها المالك، رولو هاينز (دوغلاس هودج)، خلفيات القطع الأثرية المتعلقة بالجرائم في المتحف، بدءًا بجهاز شبكة شعر.
في السابق، كان رولو يجند أشخاصًا لتجربة تقنيات طبية تجريبية. في استرجاع للأحداث، وافق الدكتور بيتر داوسون (دانيال لابين) على اختبار زرعة تجعله يشعر بالأحاسيس الجسدية للشخص الذي يرتدي شبكة الشعر. تعلم الشعور بالعديد من الحالات الطبية وأصبح قادرًا على تشخيص المرضى بسرعة. بعد تجربة شعور شخص يموت، أصبح يُثار من ألم مرضاه. مدمنًا على ذلك، بدأ في تشويه نفسه وقتل رجلًا مشردًا، مما تسبب في دخوله في غيبوبة.
في الحاضر، يتعطل مكيف الهواء، فتعرض نيش على رولو الماء. ينتقل إلى مكان اخر في المتحف حيث يعرض لعبة قرد، ويصف كيف أقنع جاك (ألديس هودج) بنقل وعي زوجته كاري (ألكسندرا روش)، التي كانت في غيبوبة، إلى جزء من دماغه، حتى تتمكن من تجربة أحاسيسه الجسدية والتواصل معه. أصبح جاك وكاري منزعجين من نقص الخصوصية والاستقلالية، على التوالي. عرض رولو على جاك القدرة على "إيقاف" كاري مؤقتًا. بعد أشهر، أعاد جاك تشغيلها، واتفقا في النهاية على أن تُشغل فقط في عطلات نهاية الأسبوع. بدأ جاك بمواعدة إميلي (ياشا جاكسون)، التي أرادت حذف كاري. ونقل رولو كاري إلى لعبة القرد، التي كانت قادرة على الشعور بالأحاسيس وقول عبارتين ("القرد يحبك" و"القرد يحتاج إلى عناق"). سرعان ما شعر باركر، ابن جاك وكاري، بالملل منها. أصبحت تقنية القرد غير قانونية، فطُرد رولو من الشركة

القطعة المركزية في المتحف هي هولوغرام كلايتون لي (بابس أولوسانموكون). يصر رولو على أن كلايتون مذنب بجريمة قتل، لكن نيش تذكره بالأدلة المتضاربة. أثناء وجوده في زنزانة الإعدام، اشترك كلايتون في معرض رولو: عندما يسحب زائر ذراعًا، يتلقى هولوغرام واعٍ لكلايتون كرسيًا كهربائيًا، ويتم إنشاء نسخة تذكارية له وهو يتعرض للصعق. كان المعرض يقصده العديد من الزوار في البداية. و لكن بعد احتجاجات عامة، تقلص عدد زوار المعرض إلى الساديين وأصحاب السيادة البيضاء الأثرياء، الذين تركوا هولوغرام كلايتون في حالة نباتية. تناولت أنجليكا (أماندا وارن)، والدة نيش، جرعة زائدة في اليوم التالي لرؤيتها له.  
يبدأ رولو في الاختناق، تواصل نيش القصة، كاشفة أنها ابنة كلايتون  وانها عادت للانتقام، خربت نيش مكيف الهواء وأعطت رولو ماء مسمومًا. وتنقل نيش وعي رولو إلى هولوغرام كلايتون، ثم تصعقه بالكهرباء، مما يخلق تذكارًا لمعاناة رولو.
تأخذ نيش القرد الذي يحتوي على كاري معها وتضرم النار في المتحف. تتحدث مع والدتها، التي يوجد وعيها داخل رأسها، كما كان الحال مع كاري وجاك.